# William Harnett

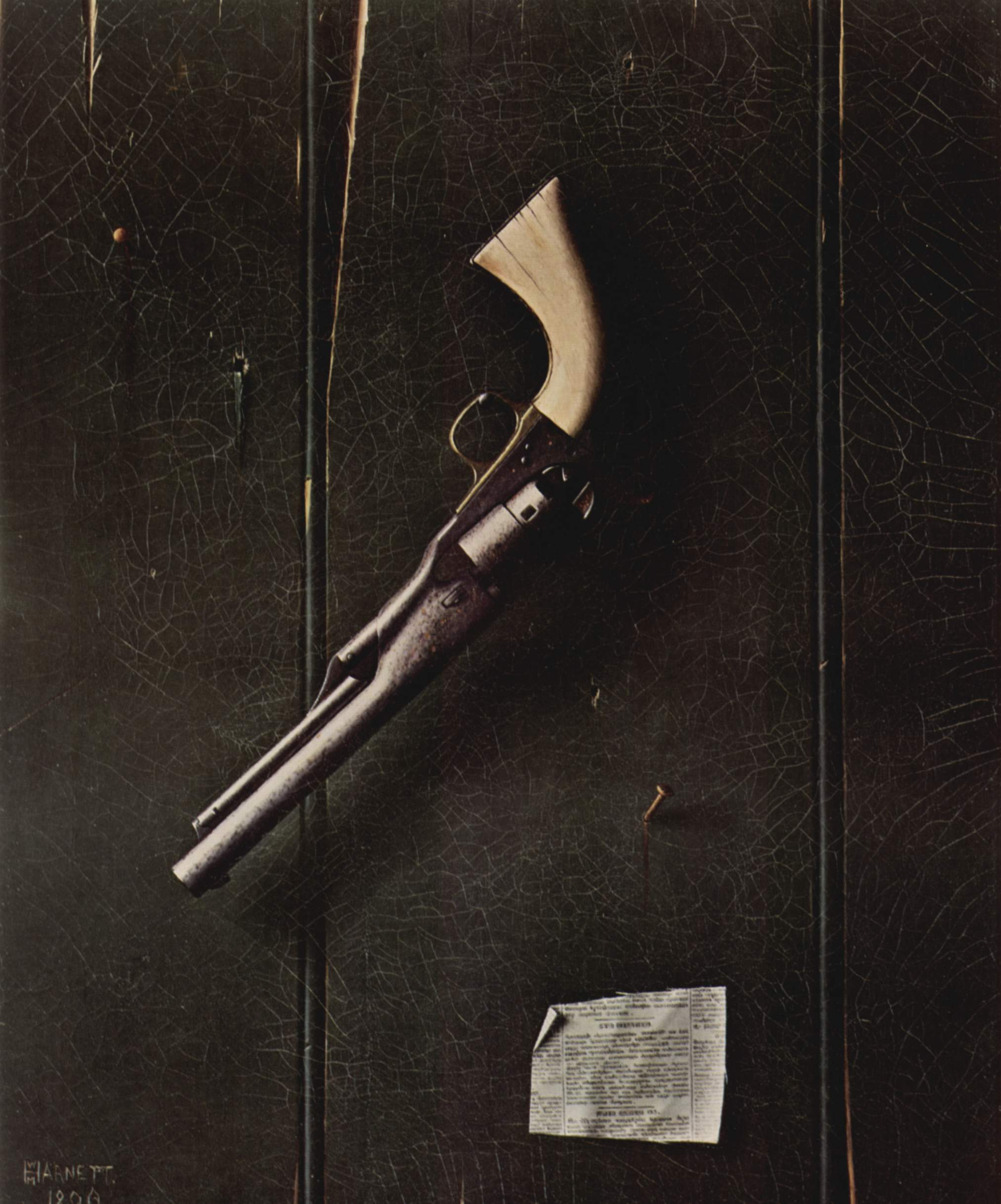
The Faithful Colt (1890), óleo de Harnett. Wadsworth Atheneum, Hartford, Connecticut.

William Michael Harnett (Clonakilty, Condado de Cork, Irlanda, 10 de agosto de 1848 - Nueva York, 27 de octubre de 1892) fue un pintor estadounidense de origen irlandés, de estilo realista, famoso por sus naturalezas muertas y por su hábil uso del trampantojo.

## Biografía
Harnett nació en plena Gran hambruna irlandesa. Poco después de su nacimiento, su familia emigró a los Estados Unidos, estableciéndose en Filadelfia. Harnett adquirió la nacionalidad estadounidense en 1869. Durante su juventud se ganó la vida haciendo diseños para grabar en mesas de plata mientras recibía clases nocturnas en la Academy of the Fine Arts de Pensilvania. Más tarde prosiguió sus estudios en el Estado de Nueva York, primero en The Cooper Union for the Advancement of Science and Art y después en la National Academy of Design, ambas en la ciudad de Nueva York. Su primera pintura conocida es una naturaleza muerta que data de 1874. A partir de 1888 sufrió de reumatismo y murió en Nueva York en 1892

## Características de su obra

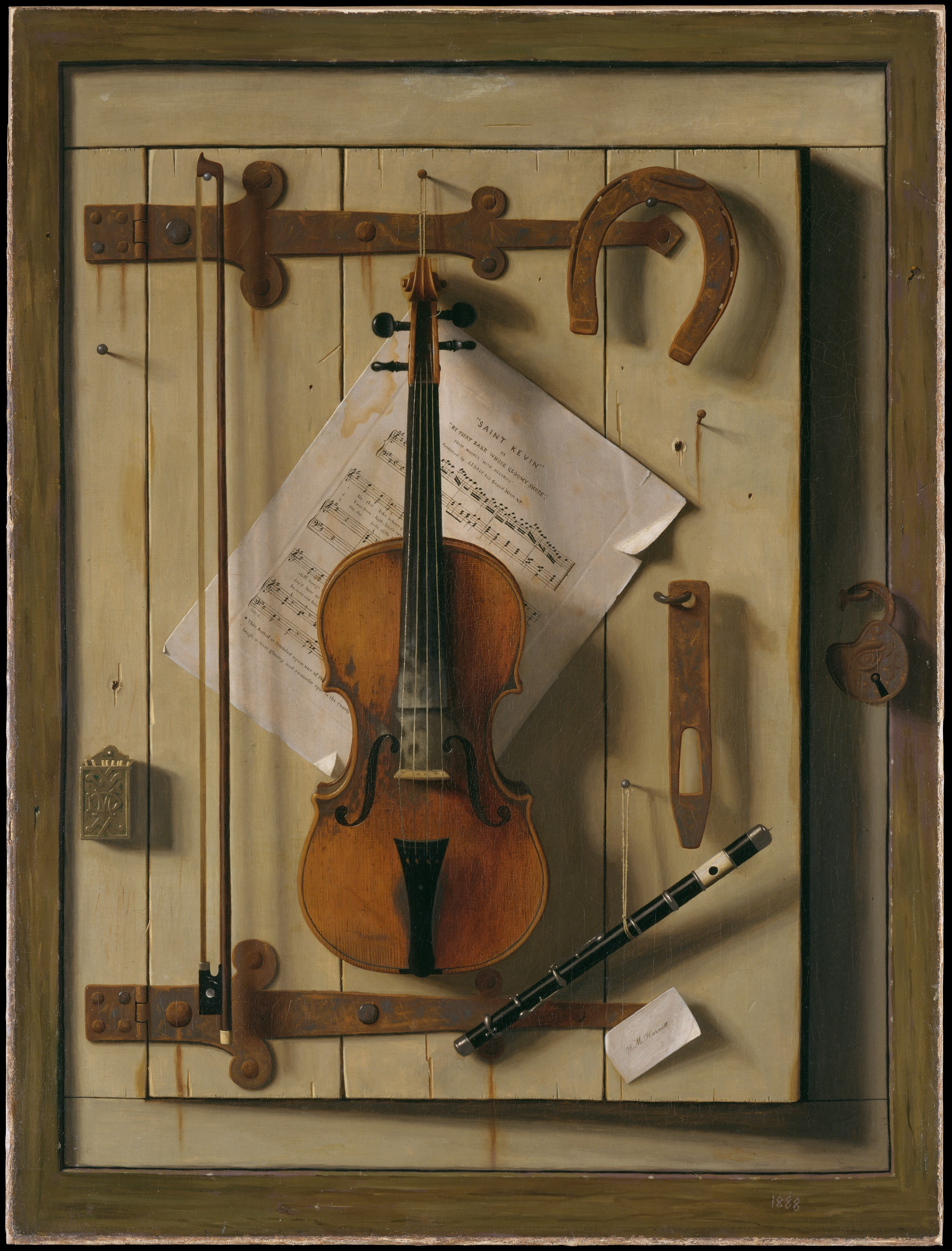
Harnett: Still Life. Violin and Music (1888). Metropolitan Museum of Art, Nueva York.

Los trampantojos de Harnett fueron muy imitados, pero no tienen apenas precedentes en Norteamérica. Algunos pintores de los Países Bajos del siglo XVII (como Pieter Claesz., por ejemplo) se especializaron en bodegones en los que conseguían una enorme verosimitud. En Estados Unidos el pionero de este estilo fue Raphaelle Peale, quien trabajó en Filadelfia a principios del siglo XIX. Harnett, aparte de por su depurada técnica, se distinguió por representar objetos que rara vez habían tenido protagonismo en un cuadro. Harnett, además de presentar instrumentos musicales, piezas de caza o jarras, pintó cuadros tan atrevidos para su época como Golden Horseshoe (1886), una simble herradura oxidada clavada en un tablón; también pintó los libros amontonados en una librería de lance con el título de Job Lot, Cheap (1878), armas de fuego o papel moneda. Sus obras se vendieron bien, aunque a menudo servían para decorar las paredes de una taberna o una oficina: en su momento no se consideraba arte digno de los museos. 
Las pinturas más conocidas de Harnett son las cuatro versiones de After The Hunt (Después de la caza, 1885), donde se representa un conjunto de vestimentas, armas, útiles y piezas de caza cuyo trampantojo es especialmente efectivo ya que se mantiene aunque el espectador cambie de posición.

## Influencia en otros pintores
La importancia de la obra de Harnett es comparable a la de su coteáneo John F. Peto. Ambos artistas se conocieron e incluso utilizaron motivos similares en sus pinturas: así, se pueden comparar sus obras con violines. La de Harret se titula Music and Good Luck (1888) y muestra al violín colgado en la parte superior de una puerta, con una partitura tras él. La composición es serena y cuidada. En 1890 Peto pintó un violín que cuelga torcido y desportillado, con una cuerda rota. Las partituras tienen sus bordes doblados y aparecen rasgadas, colocadas sin orden detrás del instrumento. Harnett puede representar objetos usados, pero siempre los presenta bien conservados, mientras que Peto siente predilección por las cosas melladas o rotas.
John Haberle y otros pintores posteriores como Otis Kaye y Jefferson David Chalfant también recibieron la influencia de Harnett.

## Obra en museos
Entre otros, se puede encontrar la obra de Harnett en la Addison Gallery of American Art (Andover, Massachusetts), la Albright-Knox Art Gallery (Buffalo (Nueva York), el Museo de Arte Allen Memorial (Oberlin College, Ohio), el Amon Carter Museum (Texas), el Art Institute of Chicago, el Brandywine River Museum (Pensilvania), el Brooklyn Museum of Art, el Carnegie Museum of Art (Pittsburgh), el Cincinnati Art Museum, el Museo de arte de Cleveland, el Detroit Institute of Arts, el Farnsworth Art Museum (Rockland, Maine), los Fine Arts Museums de San Francisco (California), el Harvard Art Museum de la Universidad Harvard, el High Museum of Art de Atlanta, la Academy of Arts de Honolulú, el Museo de Arte Joslyn de Omaha (Nebraska), el Museo de Arte del Condado de Los Ángeles, el Metropolitan Museum of Art de Nueva York, el Museum of Fine Arts de Montgomery (Alabama), la Galería Nacional de Arte (Washington), la Galería Nacional de Canadá de Ottawa, el Museum of American Art de New Britain (Connecticut), el Museo de Arte de Filadelfia, el Museum of Art de San Diego (California), la The Huntington Library de San Marino (California), el Museo Thyssen-Bornemisza de Madrid, el Museum of Art de Toledo (Ohio), el Wadsworth Atheneum de Hartford (Connecticut) y el Westmoreland Museum of American Art de Greensburg (Pensilvania).